# Stavkyrka

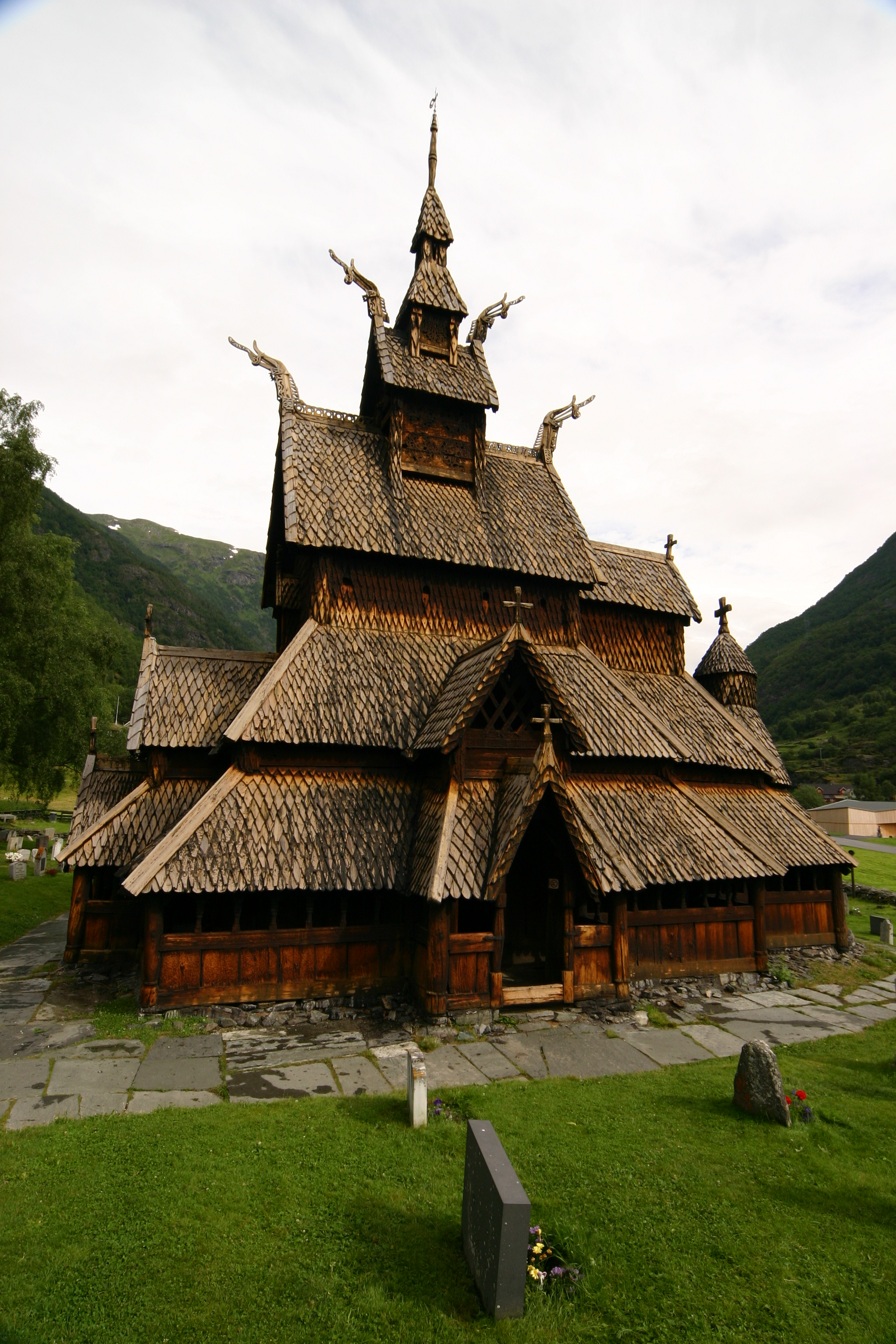
Borgunds stavkyrka i Borgund, Lærdal i Norge.

En stavkyrka är en kyrka byggd av trä i stavverk. Den har en bärande konstruktion av stolpar som står på liggande syllar och bär upp väggband. De bärande elementen i väggarna utgör på detta sätt ramar för en fyllning av stående plankor; stavar, vilket byggnadstypen har fått sitt namn efter. (I norsk terminologi syftar emellertid förleden "stav" på de bärande stolparna.) Stavkyrkorna anses vara bland de viktigaste representanterna för europeisk medeltidsarkitektur i trä. Stavkyrkor innehåller ofta stilelement från förkristen tid. De flesta kvarvarande stavkyrkorna finns i Norge, men liknande kyrkobyggnader förekom under medeltiden över hela nordvästra Europa. Urnes stavkyrka i Luster, Norge, finns på Unescos världsarvslista. I Sverige finns uppgifter om, eller spår av, cirka tjugo stavkyrkor, i Danmark endast av någon enstaka, i Norge av minst ett femtiotal.

## Stavkyrkan i Europa
Stavkyrkor var under medeltiden vanliga i hela nordvästra Europa. Enbart i Norge anses det ha funnits närmare 2000 stavkyrkor. Antalet stavkyrkor som har byggts i exempelvis Sverige och Storbritannien är okänt. Det anses allmänt att stavkyrkan var den första kyrkotypen som byggdes i Skandinavien, men det existerade i själva verket en ännu äldre typ kallad stolpkyrka, även om skillnaden mellan dessa är mycket liten (se vidare under stolpteknik nedan). Stavkyrkor äldre än 1100-talet är endast kända från sparsamma skriftliga källor eller från arkeologiska utgrävningar.

### Norge

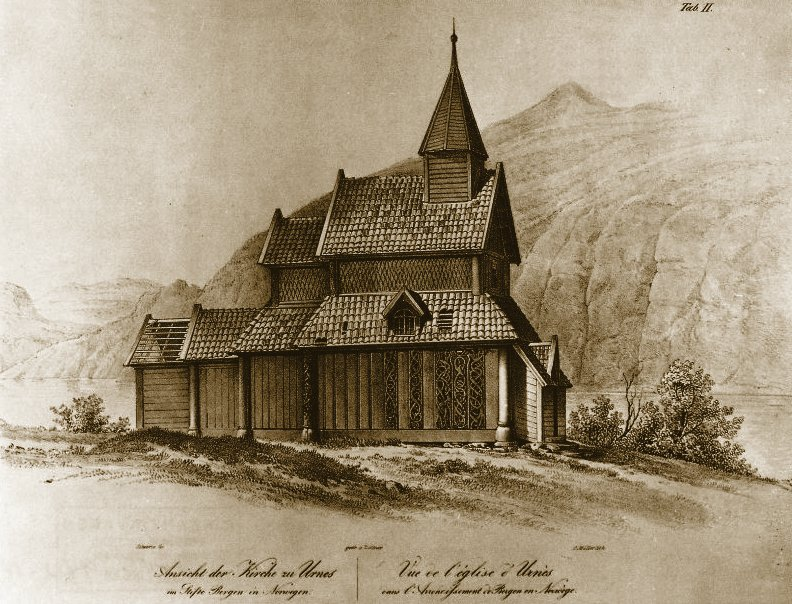
Urnes stavkyrka i Norge, idag betecknad som världsarv. Teckning av J.C. Dahl

Norge är det land som har flest bevarade stavkyrkor idag. De flesta av dessa uppfördes mellan 1150 och 1350. Under medeltiden fanns det troligen över 1000 stavkyrkor i Norge (enligt vissa kan det ha varit så många som upp mot 2000 kyrkor), men de flesta försvann under tiden 1350–1650, troligen som en följd av ändrade behov hos befolkningen efter digerdöden och reformationen. Efter medeltidens slut uppfördes nya träkyrkor istället i knuttimmer. Kring 1650 fanns det runt 270 stavkyrkor kvar och under de följande hundra åren försvann 136 av dessa. Många stavkyrkor stod kvar in på 1800-talet då ett stort antal av olika orsaker med avsikt förstördes. Idag (2007) finns det endast kvar 28 stavkyrkor i Norge. Det finns också ett antal platser med arkeologiska lämningar av stavkyrkor och äldre stolpkyrkor, liksom ett mindre antal stavkyrkor från senare tid.
Lorentz Dietrichsons De Norske Stavkirker betraktas som ett standardverk när det gäller stavkyrkor, men nyare forskning indikerar att stavkyrkor inte är så unika för Norges fjällbygder som Dietrichson menade. Snarare är de ett nordeuropeiskt fenomen, särskilt de tidigare stolpkyrkorna som påvisats arkeologiskt i stort antal över hela norra Europa.

#### Gulatingslagen
Gulatinget, som hölls i Gulen i Hordaland, var det gamla huvudtinget för västra och södra Norge. Gulatingets lag, Gulatingloven blev nedskriven under 1000-talet, men föreligger nu endast i en kopia från 1200-talet. Där omtalas stavkyrkor i det tolfte kapitlet:
| ” | Om enskild man bygger kyrka, antingen landbo gör det eller bonde, eller vem som än bygger kyrka, ska han hålla den i stånd och inte låta tunet förfalla. Men om kyrkan murknar och hörnstavarna faller, då ska han föra timmer på tunet inom tolv månader; om det inte görs, ska han böta tre marker för detta till biskopen och likväl komma med timmer och bygga upp kyrkan. | „ |

#### Kulturminnesvård
De första som i nyare tid intresserade sig för de norska stavkyrkorna var konstnärerna Johannes Flintö och J.C. Dahl som dokumenterade dem på sina resor i Norge. Dahl tog också initiativet till att rädda Vangs stavkyrka från rivning efter att kyrkolagen 1851 bestämde att norska sockenkyrkor skulle rymma minst tre tiondelar av socknens befolkning. En rad kyrkor räddades av Fortidsminneforeningen. Några köptes och bevarades i sin ursprungliga miljö. Andra flyttades, som Vangs stavkyrka som hamnade i det nuvarande Polen. Gols stavkyrka kom till kung Oscars samlingar på Bygdöy och förvaltas nu av Norsk Folkemuseum. Fortuns stavkyrka flyttades till Fantoft vid Bergen. Till Maihaugen kom Garmo stavkyrka, och till Trøndelag Folkemuseum kom Haltdalens stavkyrka. De mest kända stavkyrkorna är Borgunds stavkyrka och Urnes stavkyrka (som står på Unescos världsarvslista).

### Sverige

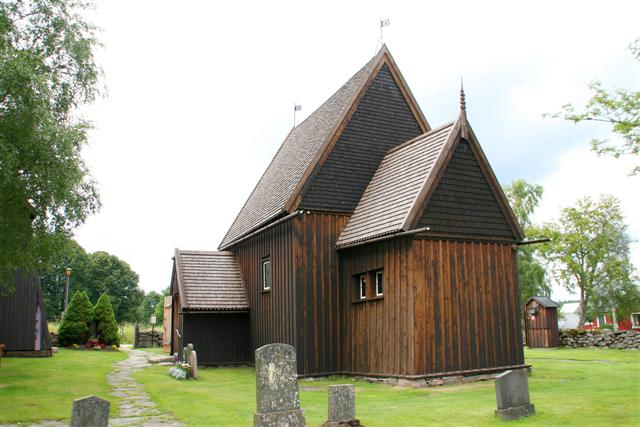
Hedareds stavkyrka, Sverige

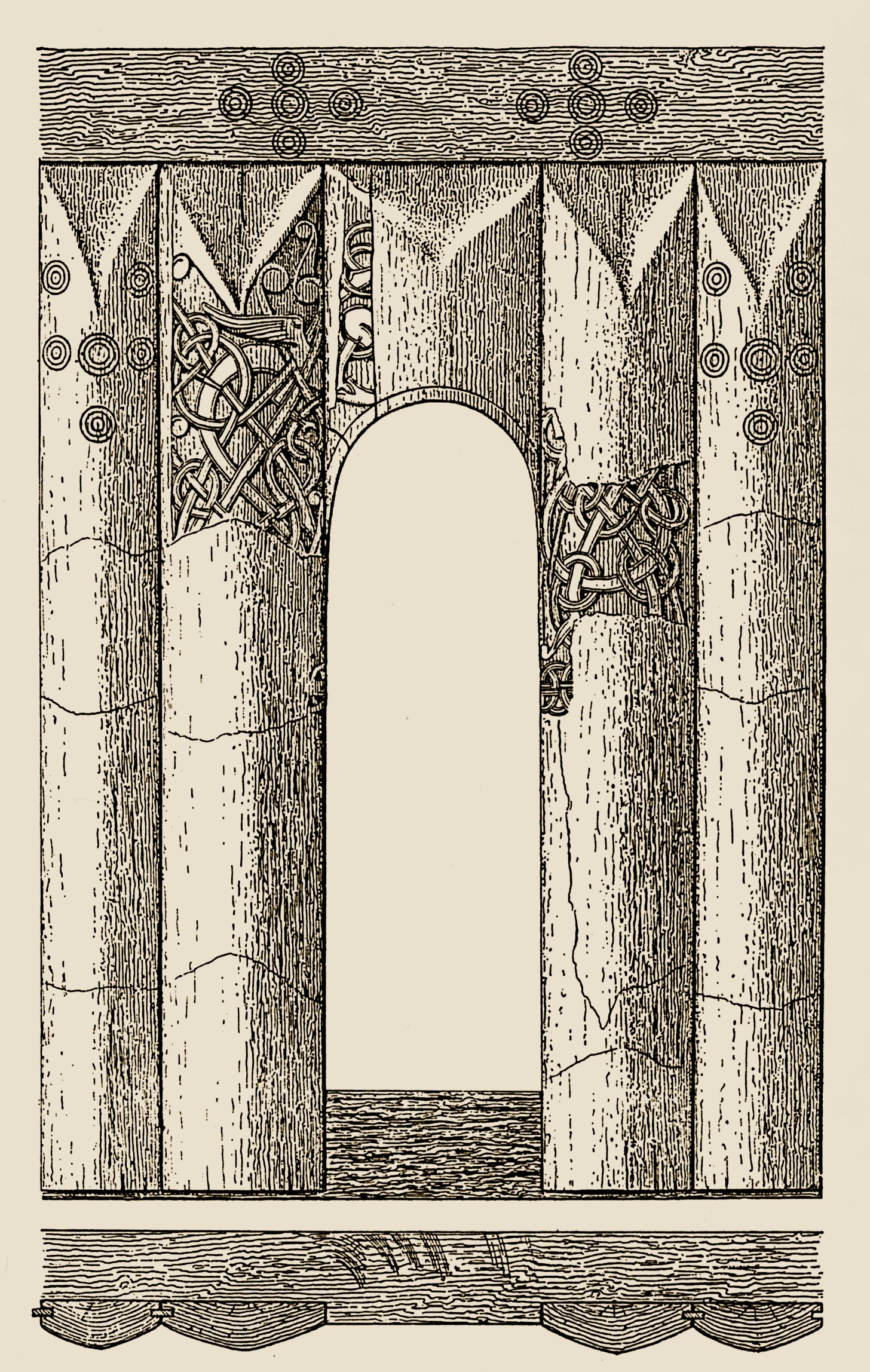
Portal från Hemse stavkyrka, Gotland. Teckning av Emil Ekhoff

I Sverige finns en medeltida stavkyrka kvar, Hedareds stavkyrka, byggd omkring år 1500, på platsen för en äldre stavkyrka. Skaga stavkyrka i Karlsborgs kommun är förknippad med många legender. Den byggdes på en gammal kultplats omkring år 1137, men revs 1826 för att få slut på offrandet. En rekonstruktion uppfördes 1957–1960, men brann ned till grunden den 2 januari 2000. En ny rekonstruktion invigdes 2001. Andra stavkyrkolämningar av intresse är främst den nästan kompletta Hemse stavkyrka från Gotland, vilken egentligen antas vara en palissadkyrka, men ändå kallas stavkyrka.  Materialet från den stavkyrkan bevarades genom återanvändning i stenkyrkan och delarna ligger nu (2007) i magasin på Historiska museet i Stockholm. Lämningarna efter Maria Minor i Lund är också intressanta då de omfattar bland annat spår av stolp- och palissadteknik (se nedan). Enbart i Skåne fanns det omkring 300 kyrkor när Adam av Bremen besökte Danmark under första hälften av 1000-talet, men hur många av dem som var stolpkyrkor eller stavkyrkor är okänt. I Sverige ansågs stavkyrkorna gammalmodiga och de ersattes därför erfterhand av andra kyrkotyper. Man vet annars lite om de svenska stavkyrkorna, då det inte föreligger någon samlad framställning av senare datum. Under senare tid har flera stavkyrkor nyuppförts i Sverige; se lista över stavkyrkor.

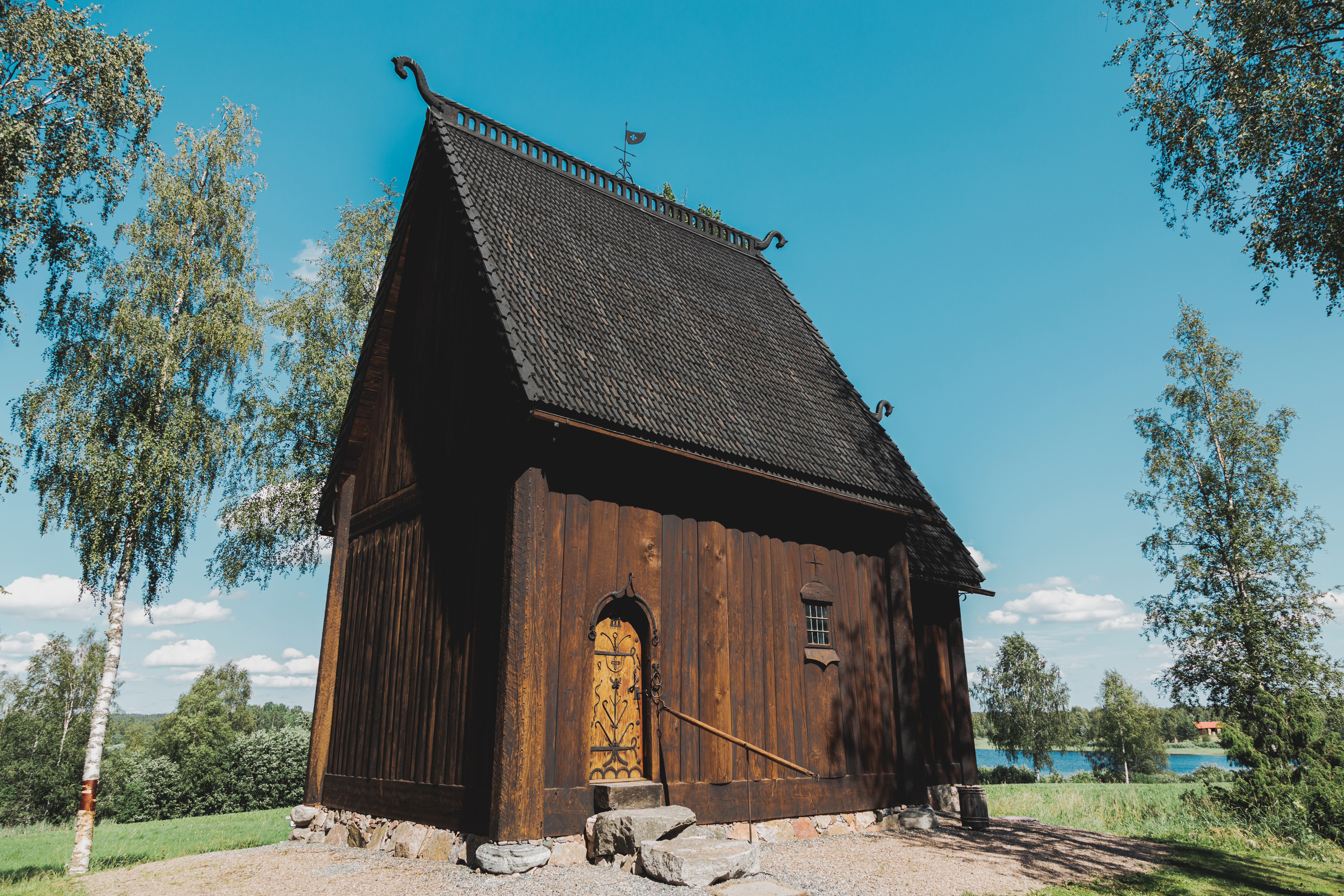
Ödmårdens stavkyrka, en nybyggd stavkyrka i Norrbo, Ockelbo.

#### Äldre Västgötalagen
Även i den svenska Äldre Västgötalagen finns referenser till stavkyrkans delar med stolpar och syllar. Bland annat:
| ” | VI. Taker kyrkia·at fyrnass·standæ stulpær·liggia sillir·er helt dyrni·oc festiband ligger kamber·hell·altæræ sten·oc altare haui kirkya vixl sinæ samu·þo at hana bøte en þessi æru all hel. | „ |

I nutida språkdräkt: 
| ” | Börjar kyrka åldras, stå stolpar, ligga syllar, är dörrträ helt och fästband, ligger takås hel, altarsten och altare, have kyrkan samma sin vigning, även om man lagar henne, om dessa alla äro hela. | „ |

### Danmark
I Danmark, har lämningar av stolpkyrkor hittats på flera platser och det finns delar kvar från några av dem, exempelvis en bjälke med ett drakhuvud från Norra Hörnings stavkyrka. Spår efter flera äldre stolpkyrkor har också hittats vid den äldre stenkyrkan i Jelling.

### England
I England finns en omdebatterad saxisk kyrka, Greensted Church i Essex. Debatten handlar om huruvida det är en stavkyrka eller om den är äldre än stavkyrkorna. De flesta är överens om att beteckna den som en saxisk typ A-kyrka. Det finns även en annan kyrka i England som har likheter med stavkyrkorna, den medeltida stenkyrkan Saint Mary i Kilpeck i Herefordshire. Denna kyrka uppvisar bland annat ett antal drakhuvuden.

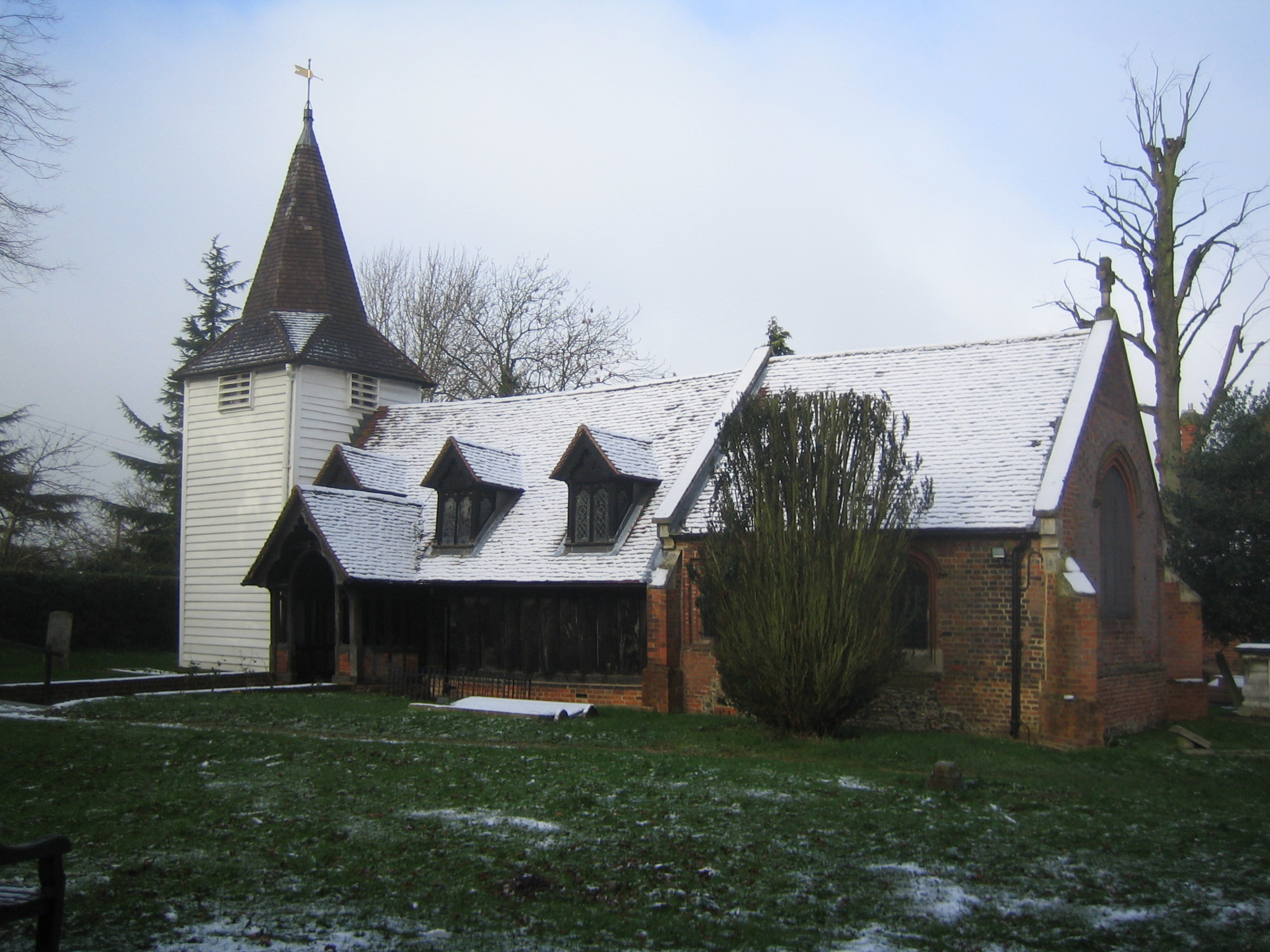
Greensted Church, som den ser ut idag.

### Tyskland
I Tyskland finns en stenkyrka med ett motiv som avbildar en drake liknande de som ofta ses på norska stavkyrkor. Huruvida denna dekoration har med kulturella likheter att göra eller om det innebär liknande konstruktionsmetoder är föremål för debatt.

## Byggmaterial
Det vanligaste byggmaterialet i norska stavkyrkor var furu. Till grundkonstruktionen använde man senvuxen och tät furu med hög andel kärnved. Kärnveden har en naturlig impregnering av harts, vilket gör den motståndskraftig mot röta.
På andra platser har andra träslag använts allt efter tillgång. I Danmark, Nordtyskland och England föredrogs ek. I Greensted Church i Essex, England, består palissadväggarna av ek. I Hedareds stavkyrka i Sverige används också ek.

## Datering av stavkyrkor
Dateringen av en stavkyrka kan göras med ett antal olika metoder; genom historiska källor, stilhistoria, dendrokronologi och kol-14-metoden. Historiska källor kan påvisa ett år när kyrkan med säkerhet har existerat. Arkeologiska utgrävningar frambringar oftast fynd som kan bidra med en relativ datering. Myntfynd under kyrkgolvet, kol-14-metoden och dendrokronologi ger dock ett mer exakt datum.
På senare år har dendrokronologi blivit en allt viktigare metod för en säkrare datering av träbyggnader. Om provet har en barkkant kan man ta reda på exakt fällningsår och -säsong (sommar eller vinter) för just det trädet. Metoden tar dock ingen hänsyn till att trä kan ha återanvänts från tidigare byggnader, eller att nyare trä kan ha tillförts vid senare reparationer. Man tar därför om möjligt alltid flera prover från olika ställen i konstruktionen, företrädesvis i sådana delar där risken för att det ska förekomma återanvänt virke eller senare reparationsvirke är liten (såvida det inte är fråga om att ombyggnadsskedena ska klarläggas). Teoretiskt sett kan virke ha lagrats, men det är ovanligt – åtminstone i skogrika trakter. Det var svårt att bearbeta torrt virke med dåtidens verktyg. Användning av torrfuror kan dock inte helt uteslutas.
Vissa historiska fakta tyder på att stavkyrkorna ska ha byggts på platser som användes som kultplatser redan under förkristen tid. I andra fall finns det belägg för äldre kyrkobyggnader, stolpkyrkor, på samma plats. Under Urnes stavkyrka har man hittat lämningar av två tidigare kyrkor. Portalen från en av dessa kyrkor anses ha byggts in i den norra väggen i den nuvarande kyrkan. Senare forskning visar att kristendomen introducerades i Norge betydligt tidigare än vad som tidigare har antagits.

## Konstruktion och teknik

### Teknikens utveckling
Stavkyrkans konstruktion har sina föregångare i palissadteknik och stolpteknik. Kyrkor uppförda med dessa tekniker omtalas ofta som palissadkyrkor eller stolpkyrkor. Mellan dessa byggnadstekniker finns det flera övergångsformer och likaledes finns det många övergångsformer mellan dem och stavtekniken.
I stavverk står stavarna eller stolparna på fundamentsstenar, eller på syllar. De tidigaste kyrkorna i Norge var i stolpteknik, men denna teknik avlöstes gradvis av stavverket. Båda teknikerna kan ha varit i bruk samtidigt under en övergångsperiod.
Av dessa tre byggnadstekniker är de två första utsatta för röta på grund av sina jordfasta konstruktioner. Sådana byggnader kunde knappast överleva längre än 75–150 år. Längre livstid fick bara träkonstruktioner utan direktkontakt med jord, som stavverk, korsvirke, skiftesverk eller knuttimring på fundament av sten.

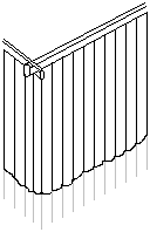
Palissadteknik med en jordgrävd vägg.
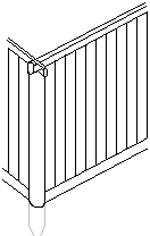
Stolpteknik med jordfasta hörnstolpar.
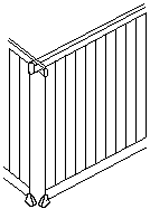
Stavverk ovanpå en stengrund.

## Indelning av stavkyrkor

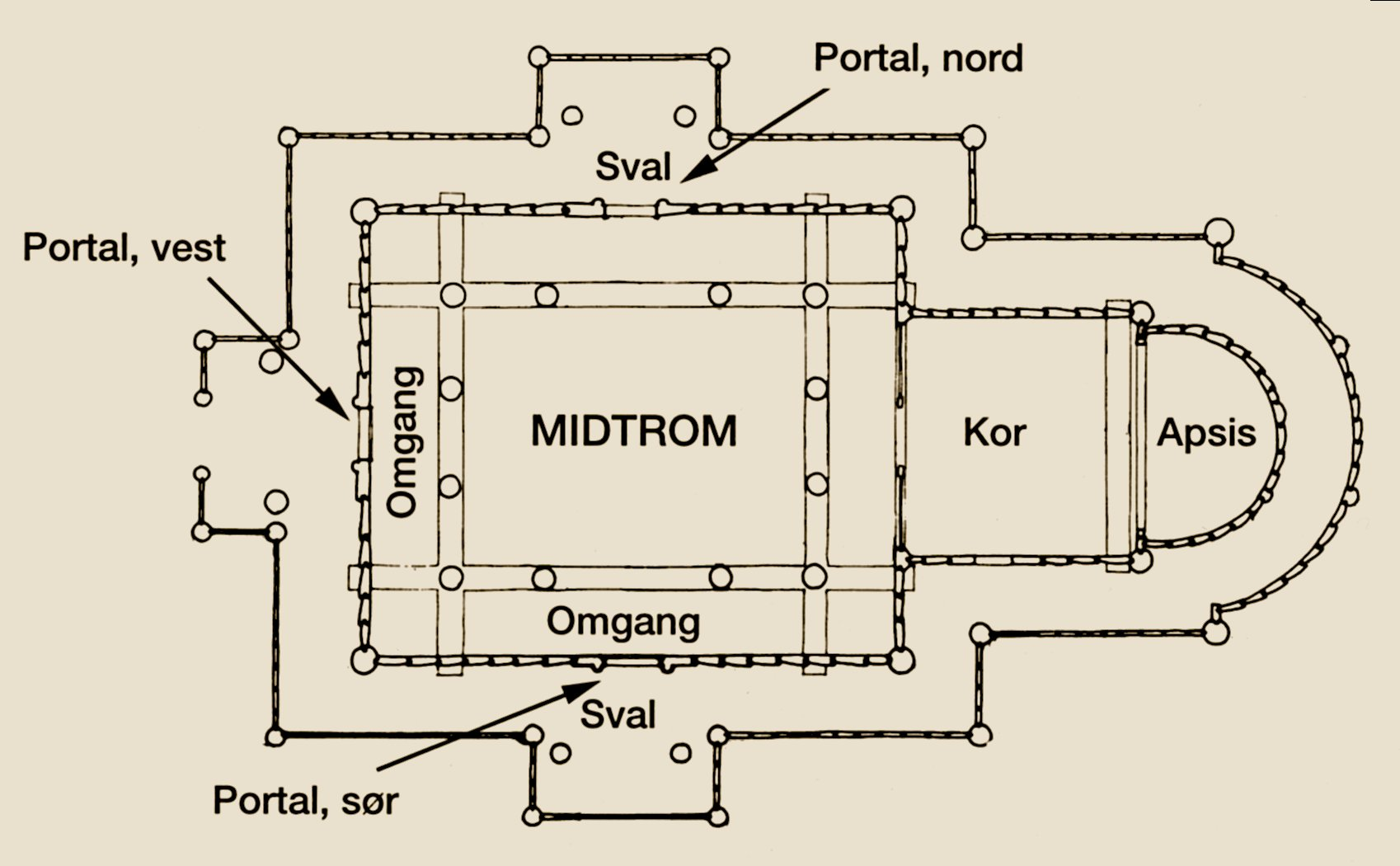
Stavkyrka typ B, grundplan

Stavkyrkorna brukar indelas i två grupper. Typ A är den enklaste, den är enskeppig och har stolpar endast i ytterväggarna; hörnstolpar och i några fall mellanstolpar.
Typ B har en mer komplicerad struktur med invändiga stolpar som omger ett förhöjt mittrum och bär upp dess tak. Mittrummet är omgivet av en omgång under ett lägre tak. Mittrummets stolpar står på en ram av inre syllar; grundstockar. Den nedre delen av stavarna är fristående, medan den övre delen över omgångens tak ingår i mittrummets ytterväggar.

### Enskeppiga kyrkor (typ A)

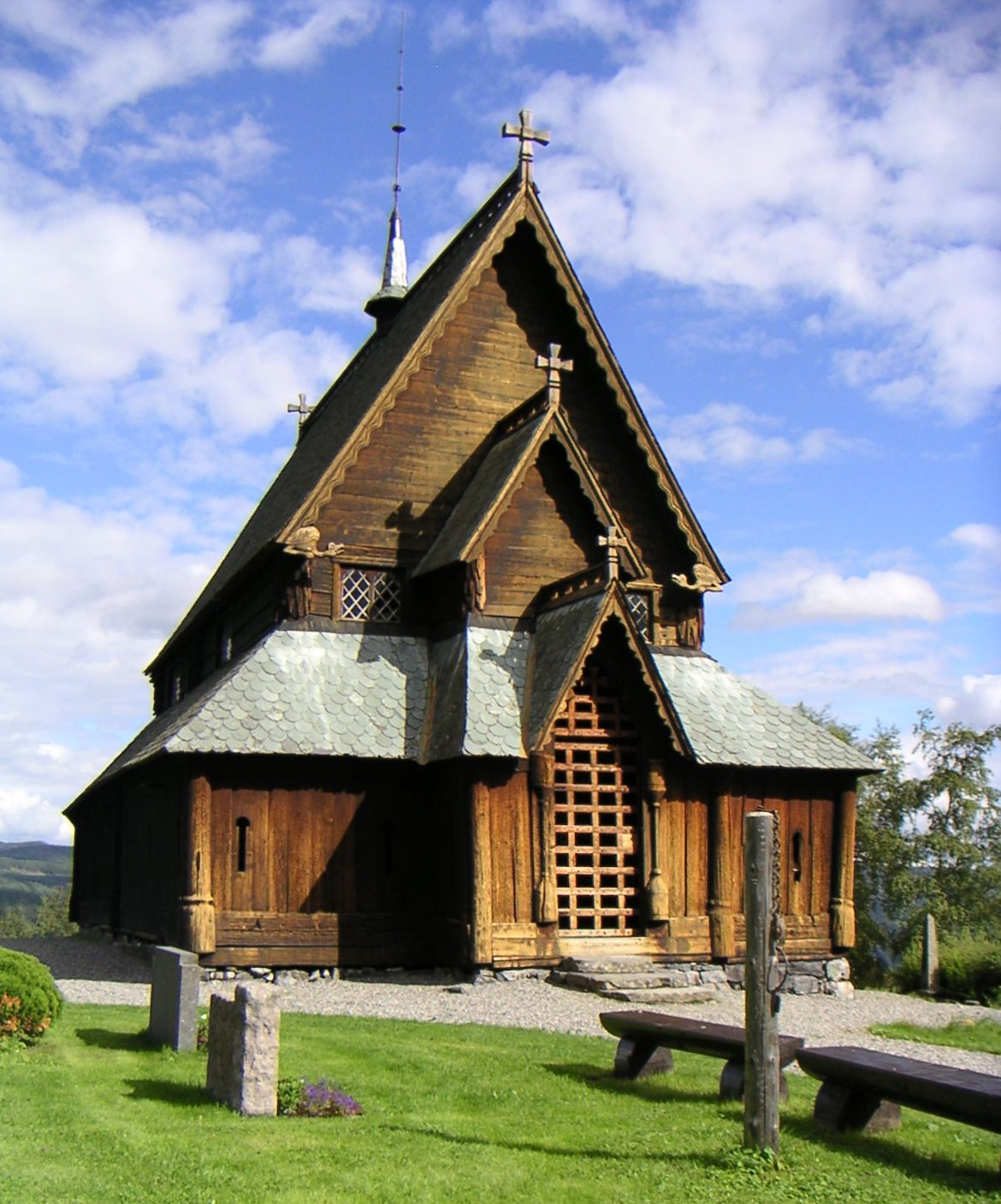
Reinlis stavkyrka, Sör-Aurdal, enskeppig.

- Den enklaste stavkyrketypen har ett rektangulärt skepp och ett smalare kor, i det närmaste kvadratiskt. Typen var vanligast i början av 1100-talet. Haltdalens stavkyrka, uppförd omkring 1170 och Hedareds stavkyrka är av denna typ. Några av dessa enkla kyrkor blev senare ombyggda till långkyrkor genom att koret utvidgades till samma bredd som skeppet.
- Mittmastkyrkotypen har mitt i skeppet en stolpe som går ända upp i takkonstruktionen, men inte förhöjt mittrum som i typ B. Kyrkotypen är en variant som representeras av Numedal och Hallingdal och dateras till omkring 1200
- Möretypen är enskeppiga långkyrkor med mellanstolpar i väggarna. Till skillnad från övriga stavkyrkor har dessa tvärbjälkar (ankarbjälkar) tvärs över skeppet i höjd med väggbanden. Ovanlig är också stöttorna i form av grova, utvändiga strävor mellan väggbanden och marken. Det är osäkert om strävorna i Kvernes stavkyrka och Rödvens stavkyrka är ursprungliga.

Till de enskeppiga kyrkorna räknas: Grip, Haltdalen, Undredal, Hedal, Reinli, Eidsborg, Rollag, Uvdal, Nore, Höyjord, Röldal, Garmo, Kvernes och Rödven i Norge samt Hedared i Sverige (vilken påminner om Haltdalen).
Av den enskeppiga typen har med största sannolikhet även de första kyrkorna i Sverige varit, exempelvis den på Birka. Forskarna har också menat att det av Adam av Bremen omtalade hednatemplet i Uppsala med stor sannolikhet kan ha varit av denna typ.

### Stavkyrkor med förhöjt mittrum (typ B)

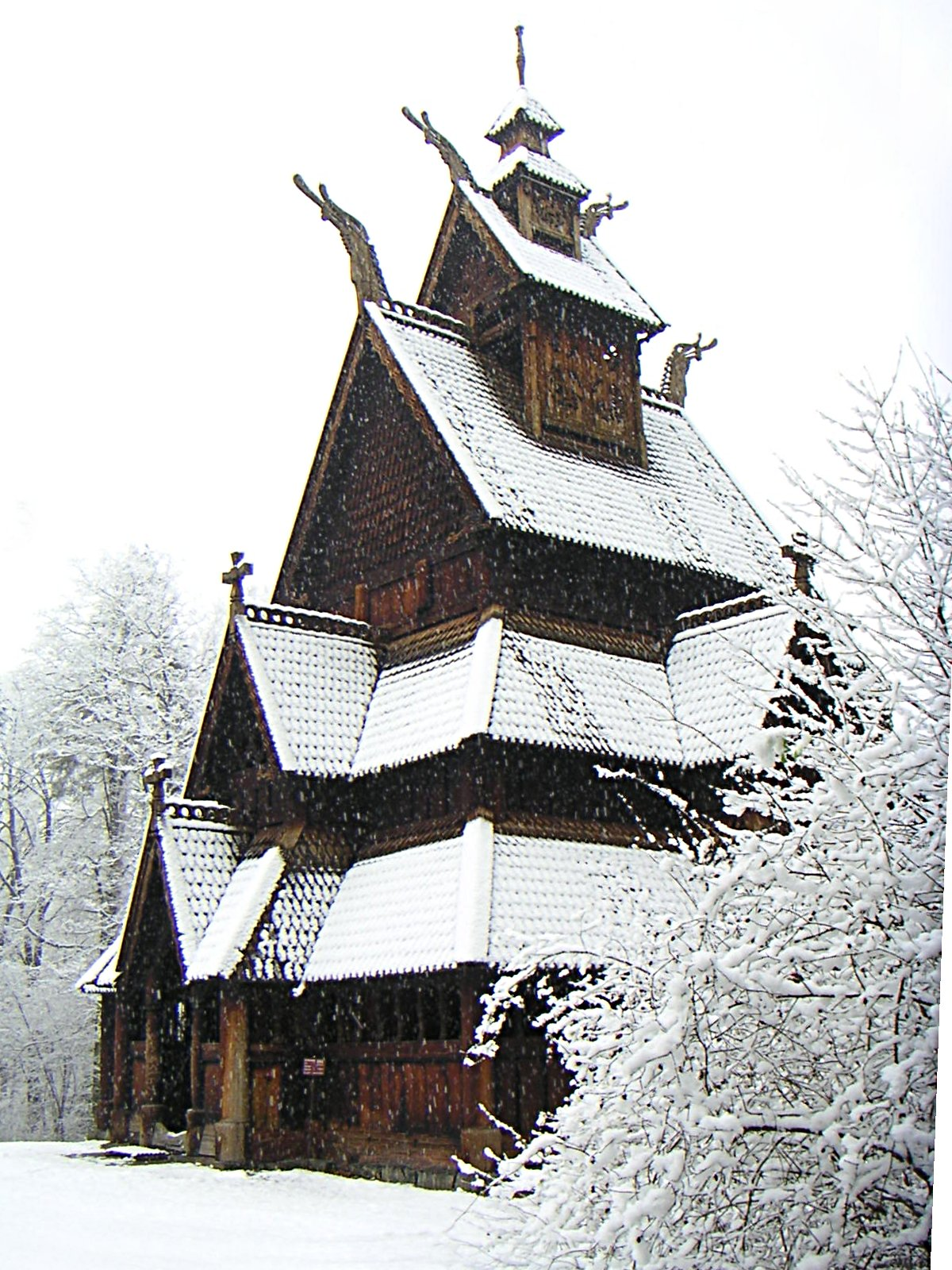
Gols stavkyrka i Borgund-gruppen

Denna stavkyrkotyp har fristående inre stolpar kring ett förhöjt mittrum omgivet av omgångar på alla fyra sidor. Detta byggnadssätt är upphov till den vanliga beteckningen i senare forskning. Beteckningen treskeppiga kyrkor användes i äldre forskning, men denna benämning kan ge fel associationer då det indikerar att stavkyrkotypen uteslutande är kopierad efter en basilika i sten med mittskepp och sidoskepp.  Karakteristiskt för en stavkyrka med förhöjt mittrum är däremot att omgången går runt alla fyra sidor, till skillnad från sidoskeppen i en basilika. Sådana stavkyrkor får därför en likhet med centralkyrkor.
Inom kyrkans väggar ligger på stenfundamentet fyra inre syllar, grundstockar, som är sammanfogade i hörnen och utgör en stabil ram, formad som ett #-tecken. Stockarna sticker 1–2 meter utanför knutarna i hörnen och sammanfogas i ändarna med syllstockarnas långsidor. På detta sätt skapas en dubbel ram, den ena 1–2 meter utanför den andra.
Mittrummets stolpar är tappade ned i grundstockarna och bär huvudtaket. På syllarna utanför är låga plankväggar resta. Mellan stolpraden och den yttre plankväggen skapas det på detta sätt en omgång runt hela skeppet och taket faller i två avsatser mot ytterväggarna.
Mittrummets stolpar är låsta till varandra med bågknän och till ytterväggarna med korta strävbjälkar. Överst är det insatt plankväggar mellan stavarna. Stolparna bär väggband som utgör underlag för huvudtakets takstolar.
Typ B indelas vanligen i två grupper; Kaupangergruppen och Borgundgruppen.
- Kaupangergruppen består av: Kaupanger, Urnes, Hopperstad och Lom. I dessa kyrkor utgör raden av stavar på mittrummets långsidor en arkad. De har också en del detaljer som imiterar stenarkitektur, bland annat kapitäl på stavarna och ger intryck av att vara inspirerade av stenkyrkor av basilika-typen.
- Borgundgruppen består av: Borgund, Gol, Hegge, Höre (Hurum), Lomen, Ringebu och Öye. Dessa kyrkor har stöttor i form av andreaskors mellan stolparna, som är förbundna med dubbla bjälkar. Konstruktionen ger ett utseende som påminner om triforiet i en stenbasilika. Den gör också mittrummets väggar så väl uppburna att det är möjligt att slopa den nedre delen av flera stolpar. I några kyrkor, särskilt i Valdres, är detta utnyttjat så långt att mittrummets väggar och tak enbart bärs upp av de fyra hörnstavarna. Se bild av interiören i Gols stavkyrka nedan.

Många stavkyrkor hade och har ännu ett yttre galleri som löper längs kyrkans hela utsida, löst sammanfogat med plankväggarna. Detta har förmodligen använts för processioner, men också för att ytterligare skydda kyrkan från väder och vind.
- Typ A, Haltdalens stavkyrka. Teckning av arkitekt Håkon Christie.
- Typ B, Borgunds stavkyrka. Delarnas namn anges på norska. Teckning av arkitekt Håkon Christie.
- Interiör, Gols stavkyrka

## Stavkyrkans upphov
Det finns flera olika teorier om stavkyrkans upphov. De två vanligaste är basilikateorin (vars förespråkare anser att stavkyrkorna är inspirerade av stenkyrkor, basilikor) och hovteorin (vars förespråkare anser att stavkyrkorna är inspirerade av – eller till och med ursprungliga – hedniska gudahov). Hovteorin var den dominerande teorin fram till 1950-talet, men även om basilikateorin numera (2007) har flertalet forskares stöd är frågan på inget vis avgjord. Se även artikeln Vikingatida tempelbyggnader här på svenska Wikipedia.

## Ornamentik

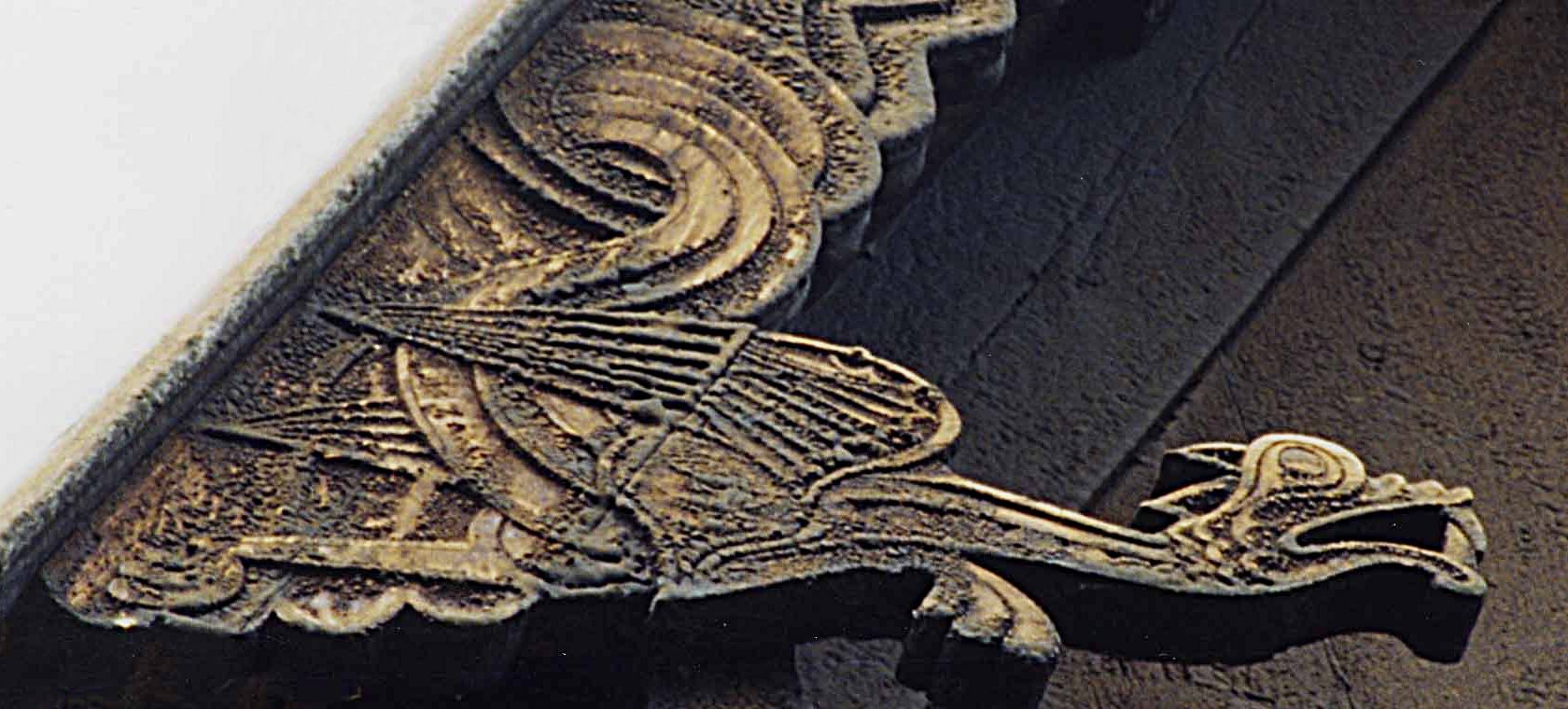
Drakhuvud på Hopperstads stavkyrka

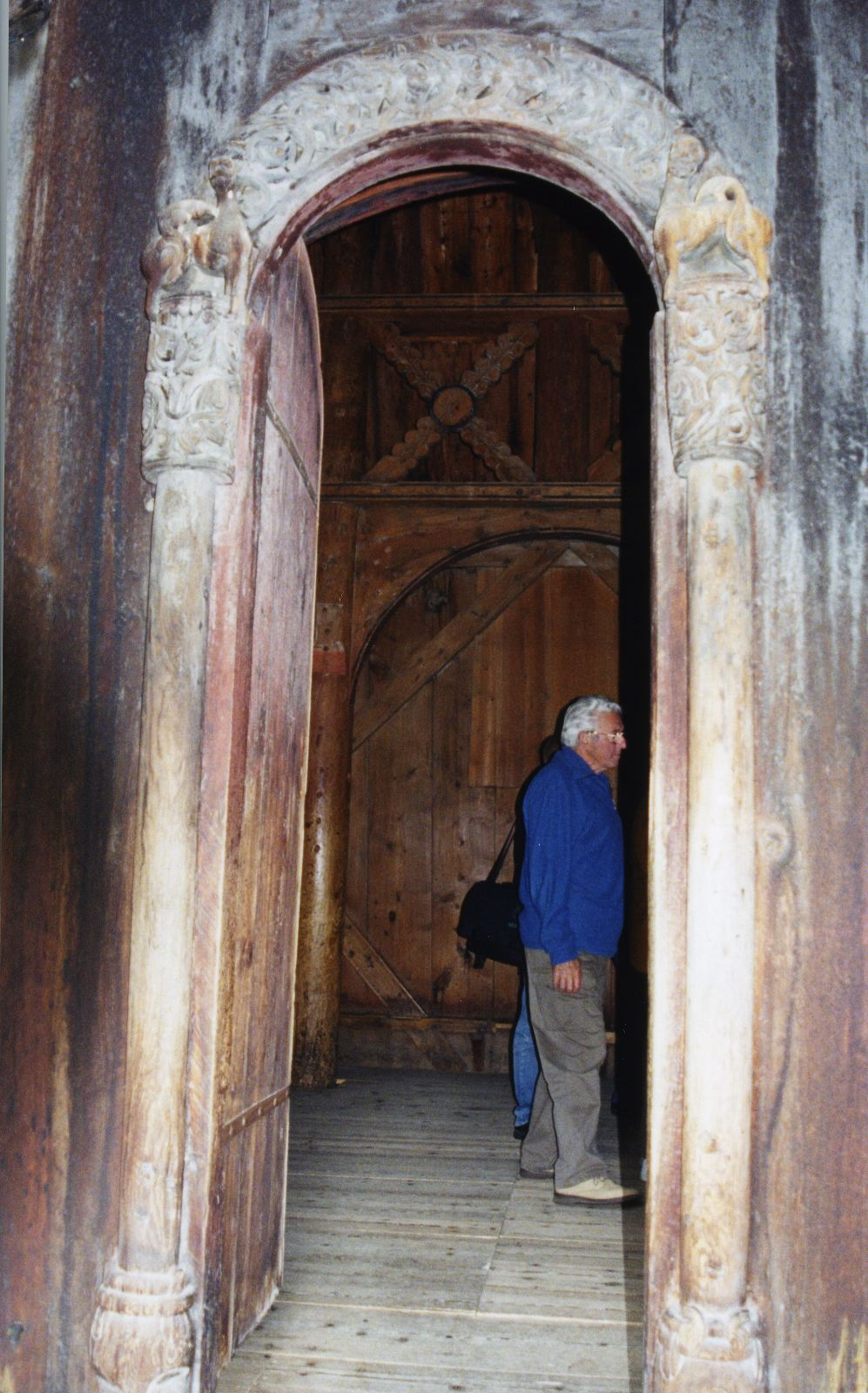
Kolonnportal från Borgunds stavkyrka

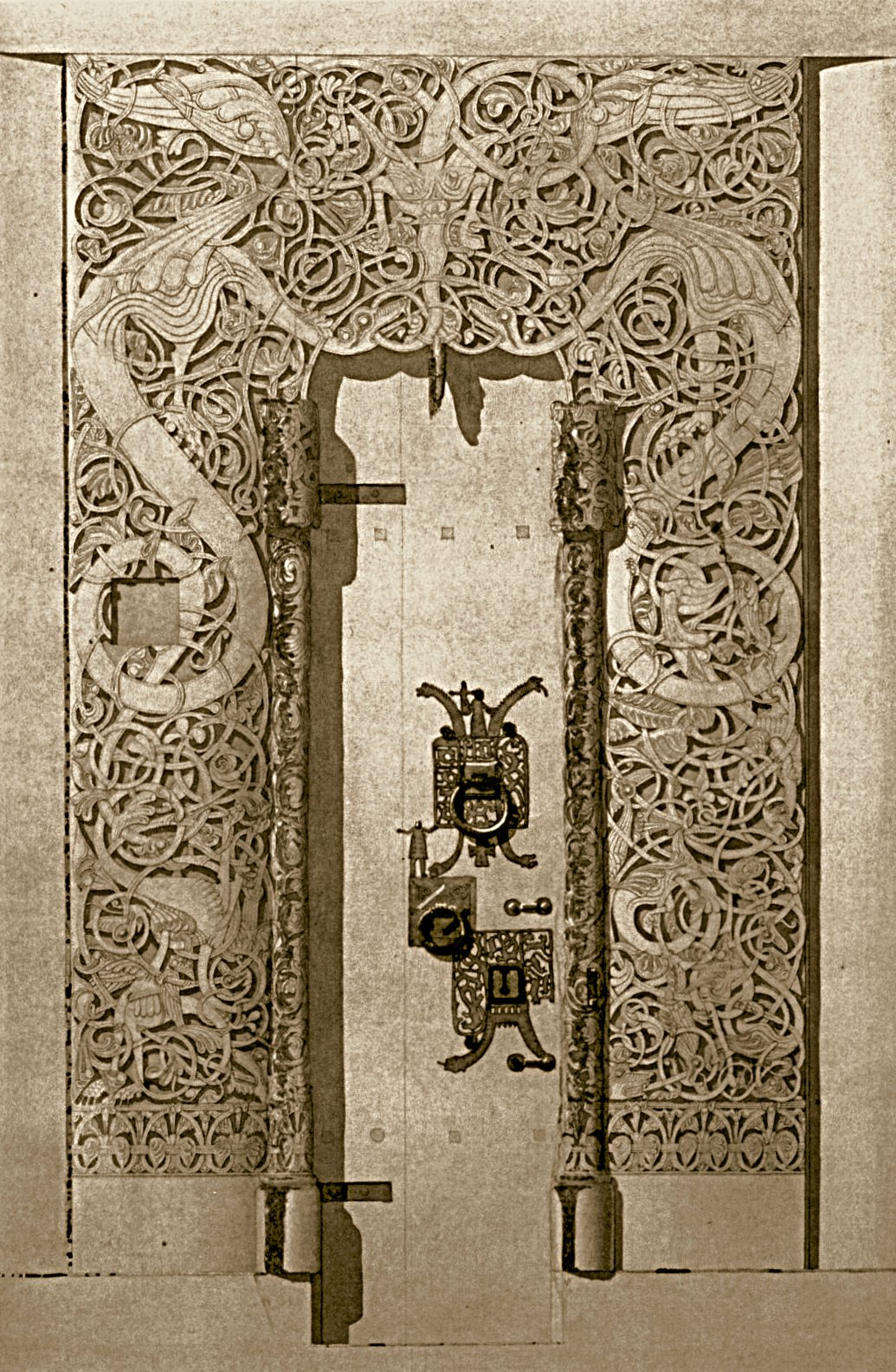
Praktportal från Hedals stavkyrka

Den ornamentik som finns bevarad kan dateras till perioden från omkring 1070 till början av 1300-talet. Ornamentiken finns för det mesta på gavlar, överst på stolparna och på portalerna. Kyrkorna har i många fall blivit ombyggda under flera hundra år och uppvisar skiftande stilimpulser, byggnadssätt och användningsområden. Den mesta bevarade stavkyrkoornamentiken finns i Norge, men ornamenterade lämningar har även hittats i Sverige, Danmark och på Island.
Det är en vanlig uppfattning att runstenarna har haft betydelse för utvecklingen av Urnesstilen. Runstenen i Resmo på Öland har tydliga stilmässiga likheter med Urnesstilen och Jellingestenen är en annan trolig inspirationskälla – eller ett tecken på att stilen var vida spridd. Jellingestenen restes av Harald Blåtand mellan 960 och 970 och har kristen ikonografi. Den ena sidan visar ett lejon och en orm och den andra en korsfästningsscen.
En annan inspirationskälla kan vara keltisk ornamentik, som den tar sig uttryck i till exempel Lindisfarnebibeln, vilken skrevs och illuminerades av munkar på 600-talet.

### Stavkyrkoportaler
Det finns bevarade portaler eller portaldelar från cirka 140 stavkyrkor. Dessa kan delas in i tre huvudgrupper; enkla profilportaler, pelarportaler och praktportaler.
- Enkel profilportal

Profilportaler är dörröppningar som är inramade av enkla profiler eller pilastrar. Denna typ av portaler används för det mesta på kordörrar. Det finns ca 20 enkla profilportaler bevarade.
- Kolonnportal

Kolonnportalen är inspirerad av stenarkitektur. Den har hela eller halva kolonner som bär upp en rundbågad arkivolt. Kolonnerna har bas, skaft och kapitäl. Portalerna är rikt dekorerade och användes både vid ingångsdörrar och invändigt i korskranket. Det finns ca 40 portaler av denna typ bevarade.
- Praktportal

Praktportalen (på norska även Vangeportale) består av två portalplankor och ett överstycke med sammanhängande ornamentik. Överstycket består av två till fem liggande plankor som är sammanfogade som en panel med not och fjäder. Det bärs upp av de stående väggplankorna som flankerar dörröppningen. I några praktportaler är också kolonnmotivet infogat tillsammans med flätdekoren, med eller utan arkivolt. Det finns omkring 75 mer eller mindre kompletta praktportaler bevarade.

### Stilhistoria
Det norska materialet härstammar i stort sett från Sogn-Hardanger och från fjällbygderna på Östlandet. Huvuddelen av portalerna är romanska och saknar gotiska drag.
Det är möjligt att portalerna ursprungligen kan ha varit målade, men det kan inte med säkerhet avgöras. Den målning som finns kvar på de portaler som idag har målning förefaller vara av senare datum.
Portalerna brukar indelas stilhistoriskt; Urnesstil, romanska och sena.

#### Portaler i Urnesstil

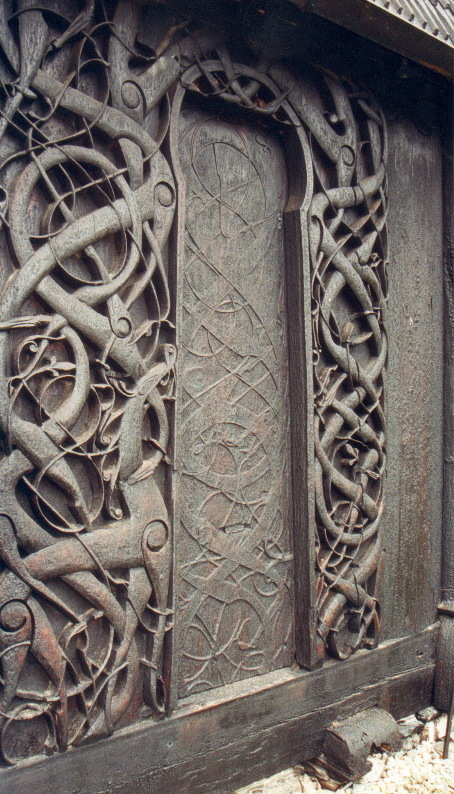
Urnesportalen.

Urnesportalen är den enda portal i Urnesstil som är någorlunda komplett. En annan portal i Urnesstil är portalen från Torpo stavkyrka, och stilen finns även på några fragment från den rivna Bjölstads stavkyrka i Heidal.

#### Romanska portaler
De romanska portalerna är daterade till 1100-talets andra hälft eller senare. Motiven är bland annat växtrankor, drakar, lejon och groteska masker – samtliga dessa motiv var vanliga under den romanska perioden i Europa. Det som främst skiljer de romanska portalerna från portalerna i Urnesstil är den symmetriska uppbyggnaden av motiven.
Romanska portaler brukar delas in i tre grupper:
- Sogn-Valdres-Telemark-gruppen. Karakteristiskt för denna grupp är att de har en portal med en ranka på var sida och två motställda symmetriska drakar. Mellan dessa finns ytterligare en drake.
- Trondheimsgruppen, som har hämtat inspiration från byggmiljöer kring Nidarosdomen
- Medaljongportaler, som har figurer inramade av medaljonger.[19]

#### Sena portaler
Några portaler definieras som sena, då de har detaljer från gotiken. Under 1200-talet blir kompositionen lösare och individuellare och portalerna skiljer sig mer från varandra.

### Ikonografi

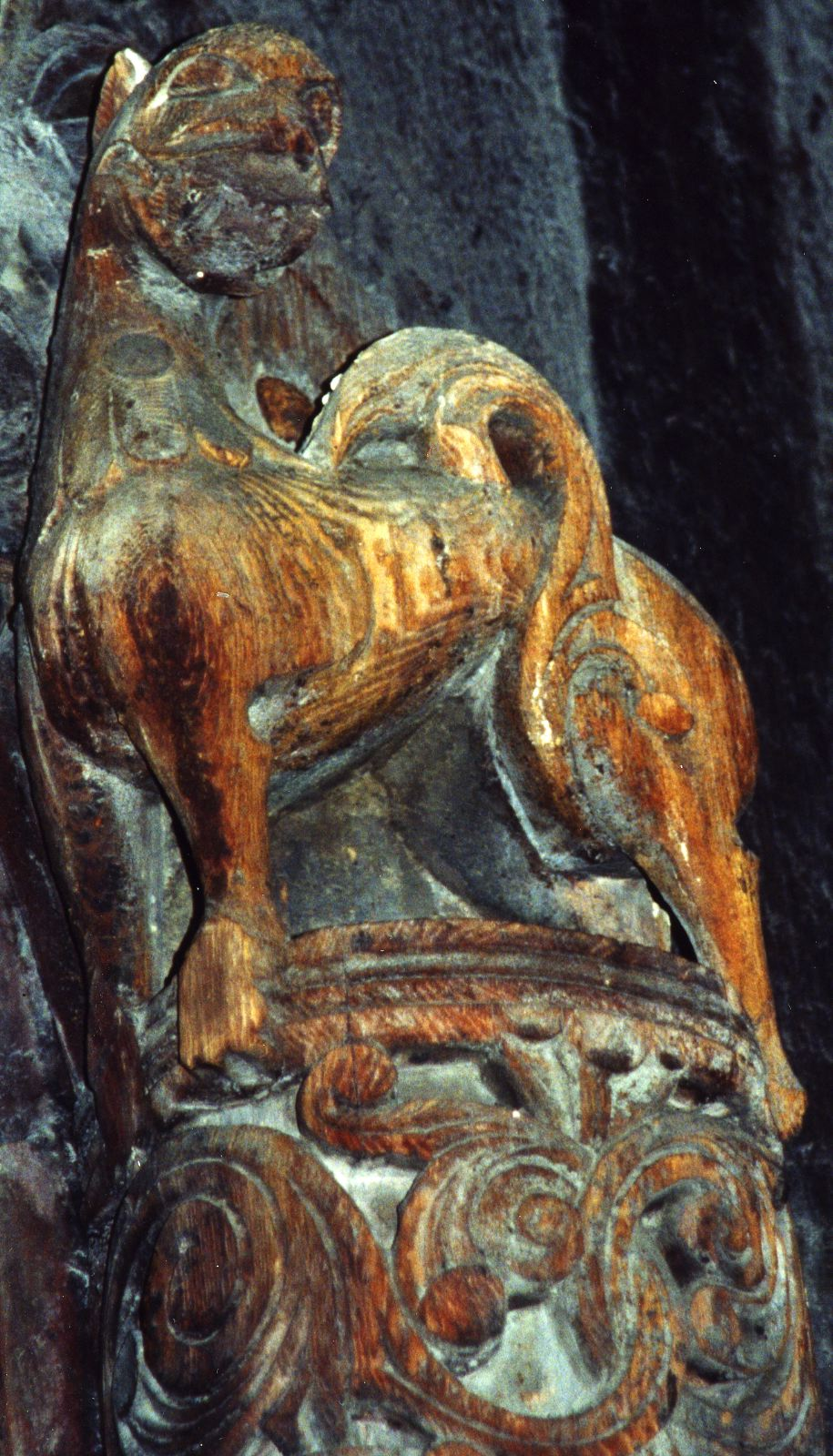
Lejon på portalen från Borgunds stavkyrka

De flesta portaler avbildar drakar och lejon. Ett undantag är de kristna motiv, S:t Olavs martyrium och status som helgon, som finns på västportalen från den rivna Hemsedals stavkyrka. Portalen finns på Oldsaksamlingen.
Ett forskningsmässigt problem har varit portalernas ikonografi. När det gäller Urnesportalen har idén om att den ska ha ett hedniskt innehåll avvisats. "Det stora djuret" har tolkats som ett lejon; lejon kan representera Kristus som kämpar med och vinner över det onda.
Gemensamma drag för de flesta portalerna är att de är monumentala och att de har kämpande drakar. En fråga har varit om detta är en symbolisk avvärjande magi mot ondska. Gunnar Bugge menar att det kan vara en hednisk ikonografi i kristen tolkning. På Sogn-Valdres-portalen finns däremot inte några lejon. De är utbytta mot en ranka som också anses representera kristendomen (Jag är vinstocken, ni är grenarna. Joh. 15:5)
Erla Bergendahl Hohler motsätter sig denna tolkning. Hon menar att de utsmyckade portalerna inte har ett religiöst innehåll utan endast är ett tecken på beställarens rikedom. Det finns många portaler i Europa som är rent ornamentala. Hon hänvisar även till Bernhard av Clairvaux som ansåg det olämpligt att använda bilder av djur i religiösa sammanhang. Även Gregor Paulson anser att djurmotiv i romansk konst inte haft någon religiös innebörd utan endast varit en statusmarkör.
Senare forskning menar att portalerna är inspirerade av engelsk konst och att inspirationen hämtats från manuskript och stenskulptur. En del av dessa manuskript består av fabler med kristet allegoriskt innehåll, ofta omtalade som bestiarier. Upphovet till dessa är Physiologus, en samling allegorier om djur med kristna tolkningar som ska ha skrivits i Alexandria under 100-talet. Evert Lindkvist anser att fablerna i Physiologus tjänat som inspirationskälla för djurframställningar i portaler på Gotland. Dessa stenkyrkor byggdes när stavkyrkorna på platsen blivit för små. De flesta gotländska träkyrkor är dock försvunna, men det är inte orimligt att anta att de har haft samma dekor som de norska stavkyrkorna och att dessa motiv kan ha förts vidare till stenportalerna.